# François de Montmorency-Laval
François de Montmorency-Laval (Montigny-sur-Avre, 30 aprile 1623 – Québec, 6 maggio 1708) è stato un vescovo cattolico e santo francese.
Fu il primo vescovo del Canada (prima come vicario apostolico della Nuova Francia, poi come vescovo di Québec).

## Biografia
Nato il 30 aprile 1623 a Montigny-sur-Avre, nella diocesi di Chartres in Francia, fu battezzato con il nome di François-Xavier. Era figlio di Hugues de Laval, seigneur de Montigny, Montbaudry, Alaincourt e Revencourt, e di Michelle de Péricard. Nonostante le nobili origini, la famiglia di François non era molto ricca.
Da parte paterna François de Montmorency-Laval era discendente di un ramo cadetto del Casato di Montmorency, le cui origini risalgono alla Gallia pagana, mentre da parte materna era discendente di una famiglia di notabili della Normandia. Destinato alla vita ecclesiastica dalla famiglia, François venne tonsurato già all'età di otto anni e mezzo. Poco dopo entrò nel collegio dei Gesuiti di La Flèche, frequentato dalle migliori famiglie francesi. Passò dieci anni (1631-1641) in questo celebre istituto, dove perseguì con grande successo i suoi studi letterari e filosofici. Nel 1637 un suo zio, François de Péricard, che era il vescovo di Évreux, lo nominò canonico della cattedrale. Questo beneficio, anche se non considerevole, venne aumentato nel 1639. Aggiunte alle magre risorse finanziarie, questi incarichi permisero a François di continuare gli studi.
Gli anni vissuti al collegio di La Flèche furono decisivi per François. Sotto la guida illuminata dei Gesuiti progredì rapidamente nella via della pietà e della virtù, meritando di essere ammesso alla Congregazione della Santa Vergine, all'epoca diretta da padre Jean Bagot. In quel momento consacrò la sua vita a Dio, diventando sacerdote. Allo stesso tempo si interessò alle missioni in Nordamerica poiché in quel collegio vissero alcuni apostoli dell'America francese. In contatto costante con i figli di Sant'Ignazio, François si attaccò spiritualmente a loro.
Nel 1641 si trasferì a Parigi nel Collegio di Clermont, anche questo gestito dai Gesuiti, per studiare teologia. Nel 1644-1645 perse due fratelli impegnati nella Guerra dei Trent'anni. François fu erede dei patrimoni dei fratelli e prese il nome di abate di Montigny. Dopo questi eventi tragici, la madre pregò François di abbandonare lo stato ecclesiastico, di sposarsi e di portare avanti l'onore del casato, però lui rifiutò e, dopo aver sistemato alcune cose a Montigny, venne ordinato sacerdote il primo maggio 1647.
Diventato sacerdote a ventiquattro anni, François era ben preparato per un ministero che, da autorevoli testimonianze, si rivelò molto fruttuoso. A Parigi ritrovò padre Bagot e molti compagni della congregazione della Flèche. Raggruppati nella società dei "Bon amis", continuarono a perseguire un miglioramento spirituale. François si distinse per la sua pietà, il suo zelo e la sua virtù. Negli anni successivi alla sua ordinazione, si consacrò alla cura dei malati, all'istruzioni degli orfani e all'amministrazione del suo patrimonio. Nel 1648 si dimise dal suo onorifico canonicato di Évreux. Nel dicembre dello stesso anno fu nominato arcidiacono della stessa diocesi, che contava all'epoca 155 parrocchie e 4 cappelle. Nel 1649 ottenne la licenza di diritto canonico dall'Università di Parigi.
Fin dal 1642 François covava il desiderio di diventare missionario. I Bons amis, con i quali era restato in contatto durante il suo arcidiaconato, condividevano questa scelta. Nel 1652 il gesuita Alexandre de Rhodes cercava, con l'autorizzazione del Papa, dei candidati che accettassero di diventare vicari apostolici in Cina. Dopo una consultazione con padre Bagot e i Bon amis, la scelta cadde su François Pallu, Bernard Picques e François de Laval. François de Laval venne destinato in Tonchino, ma la questione andò per le lunghe per motivi politici e il progetto venne abbandonato nel 1654 e François, ormai rassegnato, si preparava alla preghiera e alla clausura. Nel 1654, senza trattenere la pensione a cui aveva diritto, si dimise dall'arcidiaconato di Evreux in favore dell'amico Henri-Marie Bourdon e cedette tutto il suo patrimonio al fratello minore Jean-Louis. Rotti i legami con gli amici, prese la strada verso Caen.
François andò a battere le porte dell'Ermitage di Caën. Diretta da Monsignor Jean de Bernières, l'Ermitage era un ricovero per chierici e laici che volevano dedicarsi alla contemplazione e alla preghiera e che conducevano una vita austera e morigerata. All'Ermitage François, come a Parigi, si dedicò ai poveri e ai malati nella migliore tradizione di Vincenzo de' Paoli.
Al di là dell'Oceano Atlantico era sorta la necessità di dotare la Nuova Francia di un vescovo. Nel gennaio del 1657 gli Associati di Montréal proposero il sulpiziano Gabriel de Thubières de Lèvy de Queylus. Questo nome venne accettato dall'assemblea dei chierici, ma rifiutato dai Gesuiti. Questi ultimi avevano rifiutato l'invito della regina Anna d'Austria di mandare a Québec uno tra di loro, tuttavia sottoposero la candidatura di un loro ex allievo, cioè François de Laval. La regina madre e la corte, desiderosi che il candidato al seggio episcopale vivesse in armonia con i Gesuiti francocanadesi, approvarono questa scelta. François venne avvertito all'Ermitage dei progetti che si erano fatti per lui, tuttavia non sapeva quali difficoltà doveva ancora affrontare.
Le circostanze della scelta di François de Laval al seggio episcopale della Nuova Francia svegliarono il conflitto latente tra curia romana e l'arcivescovato di Rouen che si contendevano la giurisdizione ecclesiale sulla colonia. Dunque nel gennaio 1657 Luigi XIV scrisse al Papa presentandogli il suo candidato, cioè Padre François de Laval. Roma voleva sapere a quale comunità appartenesse "questo padre". Per questioni burocratiche la nomina stentava ad arrivare, fino a quando non giunse nel giugno 1658.
Il nuovo vescovo prestò giuramento di fedeltà al re e partì da La Rochelle il 13 aprile 1659. Per Monsignor de Laval iniziava un nuovo compito: la costruzione della chiesa cattolica in Nuova Francia. La colonia contava solamente duemila anime, concentrate perlopiù in tre centri e sparse in un territorio vastissimo. Arrivato a Québec il 16 giugno 1659, il nuovo vicario apostolico si mise subito al lavoro. Poteva contare solamente su diciassette gesuiti, quattro sulpiziani e sei secolari. Ai Gesuiti lasciò il compito di, oltre ad evangelizzare gli indiani, di condurre la parrocchia di Trois-Rivières, ai Sulpiziani quella di Montréal e ai secolari quella di Québec. Come sede episcopale fu scelta Québec.
La prima preoccupazione di François de Laval fu di far riconoscere la sua autorità. Temeva infatti di trovare una forte opposizione come era avvenuto in Francia all'epoca della nomina a vescovo. Preoccupato dell'attività dell'abate Queylus, precedentemente vicario apostolico dell'arcivescovo di Rouen, il nuovo vescovo temeva qualche attività contro la sua autorità. In questo non si sbagliava. Benché il re scrisse una lettera al governatore Argenson con cui gli intimava di far riconoscere l'autorità del vicario apostolico in tutta la colonia e di non permettere ad alcun vicario dell'arcivescovo di Rouen a fare alcuna funzione. Dopo solo tre mesi dal suo insediamento, il vescovo istituì il tribunale ecclesiastico.
Nonostante le enormi difficoltà, Monsignor de Laval fu molto attivo. Nel 1660 aveva completato la sua prima visita pastorale. Conferì il sacramento di confermazione a centinaia di europei e indiani. Scomunicò i contrabbandieri di alcolici e, vedendo che non aveva risultati, il vicario apostolico si preoccupò di esporre la situazione al re. Infatti venne ricevuto dal re nel 1662. Alla corte ebbe un'ottima accoglienza, il re assecondò tutti i desideri del vicario apostolico poiché proibì il commercio di alcool, rimuovendo il governatore Davangour che lo aveva favorito, gli diede la possibilità a de Laval di scegliere il nuovo governatore e lo nominò al vescovato di Québec. Inoltre nel colloquio il re e de Laval discussero della riorganizzazione della Nuova Francia. De Laval, ormai nominato vescovo effettivo di Québec, ritornò in Nordamerica nel 1663 insieme al nuovo governatore De Mézy e al commissario Gaudais-Dupont. In quell'anno venne creato il Consiglio sovrano della Nuova Francia, tra cui era membro anche il vescovo di Québec.
Forte della sua nomina al vescovato di Québec e delle conoscenze che aveva acquisito in Nuova Francia, Monsignor De Laval non volle lasciare Parigi senza aver gettato le fondamenta della sua chiesa. Per assicurare un cospicuo numero di sacerdoti, di cui la colonia aveva bisogno, pensò alla fondazione di un seminario che doveva diventare il centro religioso della Nuova Francia e un importante centro di cultura non solo per la formazione dei sacerdoti (divenuto nel 1852 l'attuale Università Laval di Québec, la più antica università francofona del Canada). Con l'ordinanza emanata a Parigi già il 26 marzo 1663, confermata il mese successivo dal re, De Laval poté creare il seminario. L'ordinanza che creava il seminario a Québec, istituiva anche la decima. Monsignor De Laval la fissa al tredicesimo e il re approvò questa misura. Gli abitanti di tutta la colonia speravano di avere una riduzione della decima, come aveva ottenuto Québec per l'anno 1663, e si rifiutarono di sopperire ai bisogni del clero. Fu un momento di grande contestazione perché il governatore appoggiava i coloni, così Monsignor De Laval fu costretto ad estendere a tutti gli abitanti della colonia il privilegio.
Sotto pressione dell'intendente Talon, nel 1668 il Consiglio sovrano autorizzò il commercio di alcolici e probì agli indiani di essere ubriachi. In risposta di questa assurda misura, il 21 aprile 1669 fece un anatema contro chi faceva ubriacare gli indiani. Nel 1674 Monsignor De Laval sottopose questa questione ai teologi della Sorbona. La risposta arrivò l'8 marzo 1675: la tratta degli alcolici era un peccato mortale e che l'Ordinario aveva diritto di prendere adeguate misure per far cessare il commercio, come farne un caso riservato.
Nella sua guerra contro le autorità civili, in particolare per la questione della tratta, l'autorità di De Laval veniva costantemente messa in dubbio. Cosciente dei suoi limiti, De Laval implorò alla curia romana che venisse eretto il vescovato a Québec, in modo da organizzare la sua chiesa. Per diversi anni ci fu la querela tra papato e Regno di Francia su chi doveva sottostare il nuovo vescovato; il re voleva che la diocesi di Québec fosse attaccata a quella di Rouen. Questa contesa prese una buona strada nel 1670, ma monsignor De Laval si trovò nell'impossibilità di pagare l'erezione della diocesi. Pregò continuamente che fossero inviate gratuitamente le bolle. Nel 1671 andò in Francia, determinato a non tornare più in Canada, a meno che non fosse stata costruita la diocesi. Roma accettò di ridurre i costi. Monsignor De Laval prestò nuovamente giuramento al re e si reimbarcò verso l'America. Intanto l'arcidiocesi di Parigi provò a mettere Québec sotto le sue ali, ma questo progetto fallì perché la curia romana non approvò.
Monsignor De Laval sbarcò a Québec agli inizi di settembre del 1675, dopo un'assenza di quattro anni e, finalmente vescovo titolare, prese possesso della cattedrale, rinnovò le sue ordinanze, confermò l'erezione dell'ufficialità e della parrocchia di Québec e creò un capitolo provvisorio. Nella primavera del 1676 fece una visita pastorale alla sua diocesi.
Da quel momento iniziò un periodo di stabilità per la chiesa cattolica del Québec. Intanto continuavano le liti tra stato e chiesa sulle due questioni principali, cioè la tratta degli alcolici e la creazione di nuove parrocchie. Il vescovo giudicò necessario di delegare un rappresentante a Parigi che difendesse la chiesa canadese dagli attacchi delle autorità civili e per questo compito scelse l'abate Jean Dudouyt.
L'offensiva delle autorità civili contro il vescovo, sempre sulla questione della tratta, continuavano: gli avversari di De Laval interrogarono i teologi dell'Università di Tolosa, i quali ribaltarono le tesi dei colleghi della Sorbona. Questa sentenza danneggiò la causa di De Laval, quindi Monsignor Dudouyt chiese subito un colloquio con Colbert, che ottenne il 27 aprile 1677, ma non riuscì a convincerlo. Una seconda udienza, avvenuta l'11 maggio lasciò maggiori speranze, tuttavia Colbert chiese al vescovo un rapporto completo sulla questione; la corte indirizzò una richiesta simile all'intendente Duchesneau.
Ovviamente Luigi XIV era determinato a regolare la questione. Il re ordinò al governatore Frontenac di convocare venti abitanti della colonia e di raccogliere il loro parere sul problema. Il Consiglio designò i rappresentanti, che si riunirono il 28 ottobre 1678. Quasi tutti di loro avevano interessi al commercio e si pronunciarono a favore. Il consiglio incaricò Nicolas Dupont de Neuville e Jean-Baptiste de Peiras di portare a Parigi il risultato della consultazione. Il vescovo si imbarcò immediatamente per la Francia nel tentativo di convincere il re della giustizia della sua causa. Luigi XIV affidò al suo confessore e all'arcivescovo di Parigi la cura di studiare il caso e, il 24 maggio 1679, emanò un'ordinanza con la quale veniva vietato il commercio degli alcolici al di fuori degli insediamenti francesi.
Durante l'inverno 1678-79, con la presenza del vescovo Laval, fu discussa in Francia la questione delle parrocchie. Luigi XIV emanò un editto con il qual le decime dovevano andare ai preti, i quali dovevano risiedere permanentemente e non temporaneamente. Nel 1680 ritornò in Canada e l'anno successivo fece una visita pastorale alla diocesi. Sempre nel 1681 Monsignor Laval entrò in una nuova contesa con i Recolleti per la costruzione di un convento sormontato da un campanile (originariamente doveva essere solo un ospizio per gli stessi recolleti). Anche in questo caso il re dovette sbrogliare la matassa: ordinò la distruzione del campanile, ma non del convento.
Dopo il 1681 il vescovo Laval iniziò ad ammalarsi. Tuttavia riuscì a fondare nuove parrocchie e a creare il capitolo. Lasciò ottomila livres per la realizzazione della cappella del seminario, quattromila livres per la costruzione della chiesa di Saint-Joachim e ottomila livres per l'assistenza del sacerdote di questa parrocchia. Nell'autunno del 1684 ritornò in Francia.
Si dimise dalla carica di vescovo. Scelse con cura il suo successore, l'abate di Saint-Vallier, però la nomina del nuovo vescovo tardava. Nel 1687 ci fu una disputa tra Laval e l'abate di Saint-Vallier, il quale era diventato vicario apostolico a Québec dal 1685, ebbero una discussione riguardo al seminario. Quindi Monsignor Laval volle tornare in Canada, anche se il marchese di Seignelay gli proibì poiché temeva che la presenza del vecchio vescovo fosse motivo di divisioni e nuove dispute. L'abate di Saint-Vallier venne consacrato il 25 gennaio 1688. Monsignor Laval divenne allora Mgr l'Ancien. Con l'appoggio del nuovo vescovo, sotto la promessa di non creare divisioni, Monsignor Laval ottenne l'autorizzazione di tornare a Québec, sbarcando il 3 giugno 1688. L'abate di Saint-Vallier arrivò a Québec il 31 luglio.
Il vecchio vescovo si ritirò per un periodo in seminario e, dopo la riforma, nella parrocchia di Saint-Joachim. Il vescovo emerito riprese le sue funzioni durante le assenze di Saint-Vallier e, in occasione della settimana santa del 1708, si congelò il suo calcagno. Con questo problema peggiorò la sua salute e morì il 6 maggio 1708 a Québec all'età di 85 anni.
È stato beatificato da papa Giovanni Paolo II nella basilica di San Pietro il 22 giugno 1980. Papa Francesco lo ha dichiarato santo il 3 aprile 2014 tramite canonizzazione equipollente: la sua memoria viene celebrata il 6 maggio.

## Genealogia episcopale
La genealogia episcopale è:
- Cardinale Tolomeo Gallio
- Vescovo Cesare Speciano
- Vescovo Andrés Pacheco
- Cardinale Agostino Spinola
- Cardinale Giulio Cesare Sacchetti
- Cardinale Celio Piccolomini
- Vescovo François de Montmorency-Laval